# Melaloncha nudibasalis
Melaloncha nudibasalis är en tvåvingeart som beskrevs av Brown 2004. Melaloncha nudibasalis ingår i släktet Melaloncha och familjen puckelflugor. Inga underarter finns listade i Catalogue of Life.